# VY1
VY1 là một giọng vocaloid nữ Nhật Bản phát triển bởi Yamaha Corporation và phân phối bởi Bplats, Inc. để hoạt động như một giọng Vocaloid tiêu chuẩn. Cô có tên mã  "Mizki".  Ban đầu, cô được phát hành cho động cơ Vocaloid 2.

## Phát triển
VY1 được tạo ra để trở thành một Vocaloid tiêu chuẩn đạt chất lượng cao đáng chú ý.  Cái tên "VY1" là viết tắt của "Vocaloid Yamaha 1", tên mã "Mizki" gợi nhắc đến loài hoa hanamizuki. Sự phát triển của cô cũng vang vọng như Meiko một vài năm trước đó. Ban đầu cô được phát hành như một phiên bản "Tiêu chuẩn" và "Sang trọng". So với nhiều Vocaloid khác cho các phần mềm, cô thiếu một hình ảnh nhân vật (avatar), mặc dù một số khái niệm đã xuất hiện theo thời gian để hiển thị đặc điểm cá nhân của Vocaloid. 
VY1 cũng có một bản đại tu của hệ thống thư viện âm thanh tiếng Nhật cho Vocaloid 2 mà không cần cập nhật động cơ dẫn đến sự "cải thiện" hiệu suất giọng hát vừa qua.
Một giọng Vocaloid nam, VY2, cũng đã được phát hành theo sau cô.
VY1 cũng được sử dụng cho VOCALO Revolution, một chương trình truyền hình liên quan đến Vocaloid được phát sóng tại Nhật Bản vào tháng 1 năm 2011, và đã được sử dụng như là giọng hát cho sự xuất hiện của "Cul.

### Phần mềm bổ sung
Do cô được tạo ra để đứng đầu các sản phẩm của Yamaha, cô đã có rất nhiều phiên bản phần mềm được phát hành, chủ yếu là để cung cấp giọng hát và có số lượng bản bổ sung nhiều hơn bất cứ Vocaloid nào khác.
Cô là giọng hát đầu tiên được phát hành cho iVocaloid iOS app dưới cái tên
"VY1t" và sau đó lại phát hành cho iOS app VocaloWitter.
Bản phần mềm cập nhật lớn đầu tiên là phát hành cho động cơ Vocaloid 3. Đó là một trong bốn sản phẩm phát hành ngày 21 tháng 10 năm 2011 cho động cơ mới. Điều đó đã khiến nó trở thành một trong bốn sản phẩm đầu tiên cho Vocaloid 3 cùng với Mew, SeeU và V3 Megpoid. Với thành công của nó, nó đã được cập nhật bởi "VY1v3 SE" vào năm 2013, để có một phiên bản tương thích với bản cập nhật động cơ Vocaloid 3 mới nhất. Một bản cập nhật khác cũng đã được phát hành sau đó trong năm 2013, "VY1v3 neo", phát hành cho phiên bản Mac của phần mềm.
Trong thời gian này, phần mềm của cô cho phiên bản Vocaloid miễn phí đầu tiên, iOS app Vocaloid first dưới cái tên "VY1 lite" được phát hành. Đây là một phiên bản rút gọn của giọng cô.
Bản cập nhật lớn thứ hai được phát hành vào ngày 17 tháng 12, VY1v4 cho động cơ Vocaloid 4. Đây là giọng ca đầu tiên được phát hành cho động cơ. Bản cập nhật bao gồm 3 giọng mới được bổ sung: "Normal", "Soft" and "Power", trong khi giọng hát ban đầu được phát hành dưới tên gọi mới "Natural".
Giọng hát cũng đã được phát hành cho iOS app Mobile Vocaloid Editor, và bản "Lite" đã được cung cấp cho các ứng dụng với tư cách là giọng đầu tiên. Giọng hát  đầy đủ có thể được tải về bởi các ứng dụng.
Giọng cô cũng đã được phát triển cho "YAMAHA VOCALOID LSI "NSX-1" based Singing Keyboard" dưới cái tên"eVY1".  Sản phẩm eVocaloid đầu tiên được phát hành - "Pocket Miku", dự kiến kết hợp với eVY1 chip nhưng đã được thay đổi vì những nhà sản xuất cảm thấy chỉ giọng Hatsune Miku là thích hợp.  Các chip sẽ phục vụ cho sản phẩm phi thương mại "Vocaloid Keyboard", một Keyta với  eVocaloid chip được lắp vào.

## Video Games
VY1 xuất hiện trong một iOS game -  "Vocadol" dưới tên mã "Mizki" cùng với các Vocaloid Anon & Kanon, Lily, Aoki Lapis, Merli, Cul và Kokone.
VY1 cũng được sử dụng cho iOS game Vocalodama (ボカロダマ), được cung cấp bởi một phiên bản thu gọn của Vocaloid engine.